# Каймак
Каймак (от тюрк. ḳajmaḳ) — молочный продукт, обычно густые сливки (консистенцией до сливочного масла).

## Этимология
Слово тюркского происхождения, обозначает «сливки (снятые с варёного молока)». Каймак упоминается в числе других продуктов питания в известной книге Махмуда аль-Кашгари «Диван лугат ат-турк». 
Слово осталось как kaylgmak в монгольском языке, что означает жареные взбитые сливки, и с небольшими вариациями в тюркских языках как qaymaq в азербайджанском языке, qaymoq в узбекском языке, қаймақ в казахском и шорском языках, каймак в кыргызском языке, kaymak в турецком языке, gaýmak в туркменском языке, კაიმაღი (kaimaghi) в грузинском языке, καϊμάκι в греческом языке, кајмак в сербохорватском языке и caimac в румынском языке.

## История и приготовление каймака
Большинство исследователей считают каймак национальным продуктом тюркоязычных народов. Так, каймак пользуется большой популярностью у киргизов, казахов, узбеков, татар, башкир и крымских татар; также присутствует в таджикской кухне. Для приготовления каймака цельное свежее молоко с вечера кипятят 1−2 минуты, ставят на холод, закрывают крышкой и через сутки снимают с поверхности молока сливки с молочными пенками. В киргизской кухне каймак считается одним из первых продуктов, полученных человеком из цельного молока. Каймак не следует путать со сметаной, в отличие от которой он не является кисломолочным продуктом.
Каймак популярен и на Балканах, там существует своя технология его приготовления. С молока в течение довольно долгого времени снимают сливки и перекладывают их слоями в глиняную тарелку, после чего несколько дней его держат в тепле. В результате образуется густой каймак тёмно-кремового, чуть желтоватого цвета. В Черногории каймак дополнительно подсаливают. В Болгарии, Румынии и Молдавии каймаком называют тонкий слой жирных «пенок», который образуется на поверхности кипячёного молока.
В Турции традиционно каймак подается с хлебом и мёдом на завтрак и с традиционными турецкими сладостями, а также используется в приготовлении некоторых блюд.
Донской казачий каймак — это снятые запечённые пенки с охлаждённого, жирного молока. Каймак бывает разной консистенции, также отличаться может по цвету и вкусу.
Каймак готовят как из парного молока, так и из кипячёного. Изобретение сепаратора облегчило и ускорило процесс приготовления каймака.
Употребляют каймак с хлебом, подают к чаю или используют для приготовления различных блюд, например гурьевской каши, которая упоминается ещё в старорусских кулинарных книгах.

## В польской кухне
В польской кухне словом Kajmak называют варёную сгущёнку.